# Friedrich Wilhelm von Grumbkow
Friedrich Wilhelm von Grumbkow (ur. 4 października 1678 w Berlinie, zm. 18 marca 1739 tamże) – pruski mąż stanu i marszałek (niem. Generalfeldmarschall). W okresie 6 XII 1728 - 18 III 1739 był pierwszym ministrem Prus. Jego następca na tym stanowisku Heinrich von Podewils był jego zięciem.

## Życiorys
Jego ojcem był pruski komisarz wojenny Joachim Ernst von Grumbkow. Od 1723 r., gdy utworzono kolegialny centralny urząd administracji państwowej (niem. Generaldirektorium), stanął na czele jego pierwszego departamentu. W 1737 r. został feldmarszałkiem.
Cesarski dyplomata Friedrich Heinrich von Seckendorff namówił go do anulowania planowanego małżeństwa następcy tronu (przyszły Fryderyk Wielki), ponieważ było ono nie na rękę Austrii. Grumbkow naraził się tym działaniem królowi.
Friedrich Wilhelm von Grumbkow uczynił wiele dla polepszenia relacji między królem a następcą tronu.
W długim konflikcie z nim pozostawał inny dowódca Leopold von Anhalt-Dessau.